# Borderlands 2
Borderlands 2 é um jogo eletrônico de ficção científica e tiro em primeira pessoa com aspectos de RPG. Desenvolvido pela Gearbox Software, que desenvolveu o primeiro jogo da série, Borderlands, e publicado pela 2K Games para as plataformas Microsoft Windows, PlayStation 3, Xbox 360, PS Vita e Nvidia Shield TV

## Jogabilidade
Borderlands 2 é a sequência do aclamado título da Gearbox lançado em 2009. Desta vez, os jogadores poderão desbravar o mundo de Pandora com muito mais respostas, pois os acontecimentos das missões e do próprio enredo estão diretamente ligados àquele universo, criando um contexto muito maior e mais coeso.
Além disso, o novo capítulo melhora vários aspectos de seu antecessor, como a inteligência artificial dos inimigos e a física dos veículos. A árvore de evolução de habilidades também foi reformulada, deixando o progresso mais claro.
Embora os personagens do game anterior estejam presentes, o desenvolvimento da trama se foca em outros quatro heróis, Salvador, um Berserker (ou Gunzerker) barrigudo capaz de equipar duas armas ao mesmo tempo, Maya, a Siren, uma das únicas Sirens restantes, tem poderes mágicos e elementais, Zer0, um ninja, pode ficar invisível e é ótimo com armas a longa distância, e Axton, o Commando (ou comandante em tradução livre) que possui uma torreta que ele pode lançar e ela irá o ajudar em combate.
O jogo possui partes mais tristes e sérias, mas no geral assume um caráter engraçado com personagens fazendo piadas sobre tudo, nomes e apresentações engraçadas de chefes além de gráficos cartonizados e inimigos cômicos.

## Localidades
Esta é uma lista de todos os locais que o jogador pode passar durante toda uma jogatina normal.
- Windshear Waste - Região ártica
- Southern Shelf and Bay - Região ártica
- Three Horns - Divide and Valley - Região urbana e montanhosa
- Sanctuary - Região urbana
- Frostburn Canyon - Região ártica
- The Dust - Região de deserto
- Tundra Express - Região ártica
- The Fridge - Região ártica
- The Highlands and Outwash - Região montanhosa
- Caustic Caverns - Cavernas de ácido
- Wildlife Exploitation Preserve - Região montanhosa, complexo de pesquisa da Hyperion
- Lynchwood - Região de deserto
- Thousand Cuts - Região montanhosa
- Opportunity - Região urbana
- Eridium Blight - Região de Ferrugem
- Sawtooth Cauldron - Região de deserto
- Arid Nexus - Boneyard and Badlands - Região de ferrugem/deserto

## Fabricantes de armas, modificadores de granada e escudos
- Bandit: Neste jogo os próprios bandidos fazem suas armas, elas costumam ter uma grande capacidade de munição mas status ruins. O nome das armas geralmente contém erros léxicos ou gírias. Bandidos não produzem rifles de precisão
- Dahl: As armas da Dahl focam em estabilidade, precisão e tiros em rajadas enquanto mira, elas também possuem uma pintura de camuflagem e um design tático. A Dahl não produz lança-foguetes ou escopetas
- Hyperion: As armas da Hyperion costumam ter grande precisão, com um estilo "sci-fi", costumam ter linhas brilhando na cor do elemento da arma e riscos (no sentido de arranhados). Ao contrario das outras armas do jogo, as Hyperion ganham mais precisão por quanto mais tempo o gatilho for pressionado. A Hyperion não produz rifles de assalto e lança-foguetes
- Jakobs: Esta marca tem uma tradição de fazer armas não-elementais (com algumas raras exceções), com alto coice e pequena capacidade de munição estas armas eram ruins no lançamento do jogo, mas foram melhoradas em atualizações. Ganhando bônus de dano para balancear com o alto coice e pouca munição. A Jakobs não produz lança-foguetes, submetralhadoras e modificadores de granada; a Jakobs também só produz um único escudo. Rifles de assalto, escopetas e pistolas desta marca atiram na mesma velocidade do pressionar do gatilho (não há limite para taxa de tiro), enquanto os rifles de precisão requerem uma certa espera entre um tiro e outro
- Maliwan: As armas da Maliwan normalmente são lentas mas compensam no dano elemental, (todas as armas da Maliwan são elementais) elas tem design bastante lustroso e futurístico, com cantos arredondados, cores claras e algumas luzes.
- Tediore: As armas da Tediore ao invés de serem recarregadas, são jogadas longe e uma nova é reconstruída digitalmente na sua mão, já totalmente recarregada. A arma jogada longe explode, e a força da explosão é calculada pela quantidade de balas restantes na arma jogada. Não possuem cores específicas, mas costumam ser quadradas. A Tediore não produz rifles de assalto e rifles de precisão.
- Torgue: Com um dono fascinado por explosões, todos os tiros de armas Torgue são explosivos, porém, os tiros são lentos e possuem pouca capacidade de munição, costumam ter detalhes ou serem todas xadrez. A Torgue não produz submetralhadoras e rifles de precisão
- Vladof: A marca Vladof tem uma tradição de fazer armas que atirem extremamente rápido. São a única fabricante de armas no jogo que produzem miniguns. Usam dos mais diversos materiais, de madeira até metais. A Vladof não produz escopetas ou submetralhadoras
- Anshin: Só produz escudos, seus escudos tem a característica de aumentarem a sua vida e te darem resistência elemental baseado no último dano elemental levado.
- Pangolin: Só produz escudos, seus escudos têm a característica de terem muita capacidade mas diminuírem a sua vida.
- Eridian: Derivados de uma raça alien antiga presente no jogo, só produz relíquias no Borderlands 2.

## Infinidade de armas
Bordelands 2 possuí um sistema que faz cada parte da arma (como mira, gatilho, etc...)  ter variações e ser randômica, o que deixa o jogo com uma quantidade quase infinita de armas e a chance de duas pessoas terem a mesma arma mínima.

## Raridade dos equipamentos
A raridade dos equipamentos nesse jogo é marcada por cores, sendo elas:
- Branca: As armas brancas são as mais comuns de se achar, e consequentemente seus status são inferiores.
- Verde: São armas um pouco melhores em comparação as brancas e são um pouco mais raras.
- Azul: Tem status muito superiores as verdes, nessa raridade já e possível se encontrar armas únicas.
- Única: Raridade única não é muito bem uma raridade, mas as armas que possuem raridade única são recompensas de uma side-quest  , elas possuem um efeito único que se destaca na arma.
- Roxa: As armas roxas são armas muito melhor do que todas as outras armas por que possuem os status muito altos , mas são muito difíceis de se conseguir.
- Lendária : As armas lendárias são armas que, em sua maioria, podem cair de um chefe específico ou de qualquer fonte de itens como: baús, armários, caixas e etc. elas possuem o status muito elevados e efeitos únicos , porém são muito mais difíceis de se conseguir.
- E-Tech: É um resquício das armas de Eridium do Borderlands 1, são basicamente um status que modifica o tiro da arma, fazendo com que a arma não possa causar dano crítico e seus tiros, possuam baixa velocidade. Possuem os mais diversos efeitos como: tiros que ricocheteiam em paredes, tiros que perseguem o inimigo e etc; ocorre com os mais diversos tipos de armas.
- Safira: São armas que só são disponíveis para quem tem as DLC´s de campanha que são : Captain Scarlett and her Pirate's Booty , Sir Hammelock's Big Game Hunt , Tiny Tina's Assault on Dragon Keep , Mister Torgue's Campaign of Carnage . Cada DLC inclui diferentes armas, elas podem ser obtidas através de um vendedor específico ou podem ser conseguidas como recompensa por matar um Seraph Guardian.
- Perolada: Esse tipo de arma é extremamente rara, armas dessa raridade são divididas em duas "gerações" a primeira, veio com o jogo base e podem ser obtidas em qualquer fonte de loot, porem, são obtidas facilmente de loot midgets. A segunda geração so pode ser obtida após o nível 61, sendo obtidas através de inimigos chubby e tubby (Spiderants, Skags, Stalkers, etc...). Você só pode deixar cair armas nessa raridade no modo Ultimate Vault Hunter Mode que é liberado apenas com o DLC de aumento de níveis.

### Granadas
Em Borderlands, há um item chamado Grenade Mod, este item irá modificar como as suas granadas são, para diferenciar e especificar como a sua granada será, estes items possuem prefixos que especificam certas informações sobre como as suas granadas serão. Cada Grenade Mod pode ter até dois prefixos e um elemento

#### Prefixos que especificam a explosão das granadas
- Grenade: Granadas normais, você joga ela ela explode em um tempo determinado no item
- Mirv (Torgue/Bandidos): Após a explosão da granada inicial surgem "minigranadas" (quantidade especificada no item) que se distanciam um pouco da área da explosão inicial e causam o mesmo dano da primeira granada
- Bouncing Bettie (Dahl/Bandidos): Após a explosão inicial surge um equipamento militar que fica disparando balas para os lados por alguns segundos
- Área de efeito (Vladof): O prefixo muda baseado no dano de qual elemento a granada causa; mas o que a granada faz é deixar uma área ao redor da explosão que quando um inimigo passar por lá, levará dano. Os prefixos para cada tipo de elemento são:
  - Corrosive Cloud: Este é o prefixo para dano corrosivo
  - Tesla: Este é o prefixo para dano de choque
  - Fire Burst: Este é o prefixo para dano de fogo
- Singularity (Hyperion): Antes de explodir, estas granadas atraem inimigos até elas
- Transfusion (Maliwan): Todo o dano feito por uma granada deste tipo é convertido em HP, elas também se dividem em "minigranadas"

#### Prefixos que especificam como a granada busca por inimigos
- Lobbed: Normal, ela vai na direção que você a lança
- Sticky: Ela irá grudar em seu alvo
- Longbow: Ela teleporta até o alvo
- Homing: A granada voa a procura do alvo
- Rubberized: Ela pula a procura de um alvo

### Escudos
Assim como as granadas, em Borderlands 2 os escudos possuem prefixos que especificam como eles funcionam; estes, são todos os prefixos:
- Adaptive (Anshin): Aumenta sua vida e te dá resistência elemental baseado no último dano elemental levado.
- Raid (Bandit): Quando o escudo acabar, você recebe dano corpo-a-corpo adicional.
- Booster (Dahl) : Há uma chance do escudo deixar um booster no chão que irá recarregá-lo
- Amplify (Hyperion): Quando o seu escudo está cheio, ele te dá um bônus de dano no seu próximo tiro ao custo de drenar uma parte do escudo
- Elemental Spike (Maliwan): Quando algum inimigo realizar um ataque corpo-a-corpo em você ele poderá levar dano elemental
- Elemental Nova (Maliwan): Quando um inimigo realizar um ataque corpo-a-corpo em você ocorrerá uma explosão elemental
- Turtle (Pangolin): Capacidade dramaticamente melhorada, porém, reduz a sua vida
- Explosive Spike (Torgue): Quando algum inimigo realizar um ataque corpo-a-corpo em você ele poderá levar dano explosivo
- Explosive Nova (Torgue):  Quando um inimigo realizar um ataque corpo-a-corpo em você ocorrerá uma explosão
- Absorb (Vladof): Há uma chance de que, quando você levar dano, este dano será negado e o tipo de munição do dano que você teria levado é adicionado ao seu inventário

## Personagem e veículos

### Dubladores
Estes, são os dubladores dos principais personagens do jogo:
- Michael Turner - Zer0
- John Swasey - Salvador
- Brina Palencia - Moxxie
- Robert McCollum - Axton
- Marcus M. Mauldin - Brick
- Colleen Clinkenbeard - Lilith
- David Eddings - Claptrap
- Jim Foronda - Dahl / Kai / Brother Sophis / Lab Rat / Moral Guy / Fire Fan Man
- Martha Harms - Maya
- Jason Liebrecht - Mordecai
- Art Kulik - Bandits / Torturas
- Markus Lloyd - Roland
- J. Michael Tatum - Sir Hammerlock
- Stephanie Young - Lynchwood Sheriff, Mrs. Mee
- Britanni Johnson - Guardian Angel
- Ashly Burch - Tiny Tyna
- Bruce DuBose - Marcus
- Amanda Nicole Thomas - Athena
- Chris Rager - Mr, Torgue
- John Swasey - Salvador[1]

### Classes de Personagem
Borderlands 2 inicialmente possui 4 classes de personagens
- Axton (Commando) É o mais equilibrado, sua habilidade especial é uma torreta, é ótimo para jogadores iniciantes.
- Maya (Siren) É uma das 6 Sirens existentes no universo, sua habilidade especial é o Phaselock, que prende o inimigo em outra dimensão e deixa ele preso no ar.
- Salvador (Gunzerker) É o "Tanque", sua habilidade especial é o Gunzerking, que permite que ele equipe duas armas ao mesmo tempo.

Zer0 (Assassin) É o assassino da equipe, pode focar tanto em dano corpo a corpo como dano de rifle de precisão, mas não se limitando apenas a isso; sua habilidade especial é chamada Decepti0n, que permite que ele faça um clone e fique invisível por uma curta quantidade de tempo.
- Todas as habilidades especiais podem ser modificadas ao gosto do jogador, Axton pode colocar 2 torretas, o clone do Zer0 pode explodir, o Phaselock da Maya pode dar dano elemental, o Gunzerking do Salvador pode aumentar sua vida etc...

Classes de personagens de DLC
- Gaige (Mechromancer): DLC lançada em 9 de outubro de 2012, Ela pode invocar o seu robô Deathtrap.
- Krieg (Psycho): DLC lançada em 14 de maio de 2013, Ele é um Psycho, sua habilidade especial é o Buzz Axe Rampage onde ele ataca e lança um machado de Psycho

### Classes de veículos
- Bandit Technical
- Light Runner
- Runner
- Buzzard °
- Cara-Van °

Veículos exclusivos de DLC:
- Sand Skiff (Captain Scarlett and Her Pirate's Booty)
- Bike ° (Mr. Torgue's Campaign of Carnage)
- Fan Boat (Sir Hammerlock's Big Game Hunt)

° Estes veículos são usados somente por NPCs e o jogador não pode pilota-los

## Desenvolvimento

### Características Extras
Estas são algumas características extras que o jogo apresenta:
- Customização de Personagem: Novas roupas e "cabeças" são desbloqueadas ao longo do jogo como drops de chefes ou como recompensas de missões
- E-Tech: É um resquício das armas de Eridium do Borderlands 1, são basicamente um status que modifica o tiro da arma; ocorre com os mais diversos tipos de armas
- Badass Rank: Completar alguns desafios irá te dar Badass Rank, quanto mais difícil ou maior o nível do desafio, mais Badass Rank ele irá te dar. Juntando Badass Rank suficiente você ganhará um Badass Token que pode ser usado em melhorias para o seu personagem, como aumento de vida ou diminuição da velocidade de recarregamento; porém essa melhoria é bem pequena
- Objetivos Opcionais: Em Borderlands 2 existem objetivos opcionais, (como manter um aliado com mais de 50% da vida) que não são necessários para o completar da missão. As recompensas estão no texto informativo da missão.
- Balanceamento Elemental: Ao contrário do primeiro jogo da série neste jogo cada inimigo pode ser resistente a um elemento enquanto é fraco a outro. Os inimigos levam consideravelmente menos dano quando atingidos com uma arma de um elemento ao qual eles tem resistência.
- Missões com escolha: Algumas missões agora possuem escolhas, como entregar o item que você pegou em uma missão para uma pessoa ou para a outra, isto muda a recompensa da missão
- Interface de troca: Agora o jogo possui uma interface de troca, que permite os jogadores de comprarem, venderem e trocarem itens entre si; além disso, eles podem apostar itens em um duelo
- Armadilhas: Neste jogo alguns baús com recompensas podem conter armadilhas dentro deles, desde granadas até inimigos vivos
- One Point Wonders: São algumas habilidades que podem mudar seu jogo e te ajudar muito, elas recebem esse nome pois você só precisa de um ponto para investir nelas
- Eridium: Uma espécie de nova moeda de troca que é mais difícil de conseguir e pode ser usada no mercado negro

### DLCs

#### DLCs principais
Borderlands 2 possui 7 DLCs principais
- Borderlands 2: Psycho Pack, adiciona uma nova classe de personagem chamada Psycho
- Borderlands 2: Mechromancer Pack, adiciona uma nova classe de personagem chamada Mechromancer
- Borderlands 2: Ultimate Vault Hunter Upgrade Pack 1 e 2, cada uma dessas DLCs adiciona aumenta o limite de níveis do jogo em 11 níveis
- Tiny Tina's Assault on Dragon Keep, adiciona uma nova série de missões que expandem a história da personagem que já existe no jogo base Tiny Tina
- Sir Hammelock's Big Game Hunt, adiciona uma nova série de missões que são sobre a procura da grande caçada no continente de Aegrus do personagem já existente no jogo base Sir Hammelock
- Mister Torgue's Campaign of Carnage, nesta DLC você conhece o dono da fabricante de armas Torgue, e participa de seu campeonato, para ver quem é mais Badass e abrir um vault.
- Captain Scarlett and her Pirate's Booty, nesta DLC você vai atrás do Tesouro Perdido das Areias do Capitão Blade.

#### Pacotes de Skin
Estes, foram todos os pacotes de skin lançados para Borderlands 2 separados por personagem
- Madness, Supremacy e Domination packs: Todos os personagens receberam estes pacotes de skin
- Mechromancer: Steampunk Slayer e Beatmaster packs
- Commando: Haggard Hunter e Devilish Good Looks packs
- Siren: Glitter and Gore e Learned Warrior packs
- Psycho: Dark Psyche e Party packs
- Assassin: Stinging Blade e Cl0ckw0rk packs
- Gunzerker: Greasy Grunt e Dapper Gent packs[2]

### Requisitos
Requisitos mínimos
- Sistema: Windows XP SP3/Vista/7
- Processador: Intel Dual Core 2.4 GHz / AMD Dual Core
- Memória RAM: 2GB
- Espaço-Livre: 13GB livre
- Video Card: NVIDIA GeForce 8500 / ATI Radeon HD 2600 (Memória da placa: 256 MB)
- DirectX 10 ou 11

Requisitos Recomendados
- Sistema: Windows XP SP3/Vista/7
- Processador: Intel Quad Core 2.3 GHz / AMD Quad Core
- Memória RAM: 2GB
- Espaço-Livre: 20GB livre
- Placa de vídeo: NVIDIA GeForce GTX 560 / ATI Radeon HD 5850 (Memória da placa: 512MB)
- DirectX 10 ou 11

## Promoções
- Premiere Club: Os bônus de pre-compra do jogo incluem:
  - A chave de ouro: Desbloqueie um item sempre roxo no báu dourado de Sanctuary, essas chaves são ganhas por códigos que são disponibilizados todos os dias no Twitter do CEO da Gearbox, Randy Pitchford
  - Vault Hunter's Relic: Jogue sozinho ou com amigos e melhore suas chances na busca por equipamento
  - Pacote de armas da Gearbox: Pacote de armas único para te ajudar no início do jogo
- Consumidores que fizeram a pre-compra do jogo receberam a DLC da Mechromancer de graça
- Consumidores que fizeram a pre-compra do jogo pela GameStop (US), EB Games (AU/NZ) ou GAME (UK) também receberam a DLC "Creature Slaughter Dome"

### Edições especiais
- Deluxe Vault Hunter Edition
- Ultimate Loot Chest Edition
- Game of the Year Edition
- Borderlands 2 Season Pass - 4 DLCs (não incluindo bônus de pre-compra)